# Vladislav Viric
Vladislav Viric (* 11. April 1979 in Titovo Užice) ist ein ehemaliger serbischer Fußballspieler.

## Karriere

### Klub
Vladislav Viric begann seine Profi-Laufbahn im Jahr 1999, seine erste Profistation war Radnički Kragujevac (1. Liga Serbien-Montenegro). 2007/08 wechselte er zu PAE Panthrakikos nach Griechenland, wo er als gesetzter Spielmacher den Aufstieg in die höchste Klasse schaffte. 2009/10 spielte er für FK Sloboda Užice (Serbien), wo er in der 3. Runde in der UEFA-Cup-Qualifikation an OSC Lille scheiterte. Trotz der Versuche von Sloboda, ihm einen neuen Vertrag zu geben und als Spielmacher weiter für sich zu halten, wechselte er im Juli 2010 in die Premier Oily League nach Usbekistan zu FK Mashʼal Muborak. Im März 2011 unterschrieb er in Finnland bei Oulun Palloseura einen Vertrag über zwei Jahre. In der Sommerpause 2012 wechselte er zu FK Jedinstvo Putevi Užice (Serbien). 2013 beendete er seine Spielerkarriere.

### Trainer
Seit Anfang Januar 2021 ist er Trainer beim ghanaischen Klub Dreams FC aus der Greater Accra Region.